# Pietrobono Brasavola
Pietrobono Brasavola (... – XV secolo) è stato un architetto italiano.

## Biografia
Di Pietrobono Brasavola non sono note dalle fonti notizie precise sulla sua vita né del luogo di nascita o di morte. Neppure il suo cognome è certo, e potrebbe essere stato Brasadula o Bresavola. Si sa che fu attivo a Ferrara al tempo degli Este e che lavorò per il marchese Leonello d'Este e principalmente per il successore, il duca Borso, per il quale contribuì all'ampliamento della cinta muraria cittadina nota come Addizione di Borso. Tale ampliamento riguardò la parte meridionale delle mura e lasciò all'esterno la prima cattedrale cittadina, quella di San Giorgio fuori le mura, a sud-est.

## Opere
- Interventi sulle mura di Ferrara.
- Casa Romei.
- Palazzo Sacrati Muzzarelli Crema.[5]
- Prima sede dell'ospedale Sant'Anna.[6]